# ميخائيل تشوي (سائق سباق)
ميخائيل تشوي (بالصينية: 蔡冠明) هو سائق سباق صيني، ولد في 25 يونيو 1968 في هونغ كونغ في الصين.

## وصلات خارجية
- ميخائيل تشوي على موقع DriverDB.com (الإنجليزية)